# Idaea paulesca
Idaea paulesca är en fjärilsart som beskrevs av Dyar 1914. Idaea paulesca ingår i släktet Idaea och familjen mätare. Inga underarter finns listade i Catalogue of Life.